# Maya Mikhaylovna Plisetskaya
Maya Mikhaylovna Plisetskaya (tiếng Nga: Майя Михайловна Плисецкая; 20 tháng 11 năm 1925 – 2 tháng 5 năm 2015) là một vũ công ballet, biên đạo múa, đạo diễn ballet, và nữ diễn viên Liên Xô và Nga, và được xem là một trong những nữ nghệ sĩ ballet vĩ đại nhất của thế kỷ 20. Bà múa trong thời kỳ Xô viết gần như cùng thời với nữ vũ công ballet nổi tiếng của Nga Galina Ulanova, vào năm 1960 đã kế tục danh hiệu prima ballerina assoluta của Ulanova tại nhà hát Bolshoi.